# Mytologien i Lost
Mytologien i den amerikanske tv-serie Lost blev udviklet af seriens skabere J.J. Abrams og Damon Lindelof allerede tidligt i seriens skabelse. Termen bruges om seriens elementer af science-fiction, religion og okkultisme, der danner basis for størstedelen af den plotdrevne historie. Mytologien udforskes ikke kun kronologisk gennem seriens handling, men også i alternate reality games, på Lost Podcast, i Lost: Missing Pieces og ved lignende lejligheder. Den debatteres og laves teorier om blandt tilhængere, især på internettet, hvor producerne i øvrigt kæmper med at beskære mængden af afsløringer (spoilers). Forfatterne placerer påskeæg (easter eggs) i afsnittene, der delvist bruges som bevis på at de har kendt til den overordnede plan hele tiden, og som regulære hentydninger. Sådanne eksempler inkluderer "Adam og Eva" – introduceret tidligt i første sæson.
Seriens videnskabelige elementer er forsøgt holdt så tæt på kendt fysisk teori som mulig, men forfatterne forudsætter at publikummet accepterer at ikke alt i serien kan forklares videnskabeligt. Alle afsnit er diskuteret i stor detaljegrad i forfatterlokalet, og forfatternes spredte viden bidrager på forskellig vis til udvikling og forklaring af mytologien. 

## Øen
Historien udspiller sig på øen, har den i sig selv et sæt mysterier. Man kan, som seer, for eksempel undres, om der er en grund til, at forfatterne får øen til at fremstå som en person i sig selv, og over hvorfor hovedpersonerne af flere omgange beskriver udvalgte handlinger som øens hensigt.
Hertil skal lægges at øen kan være svær at finde. Af Desmond Hume er den blevet beskrevet som en snekugle. Alligevel er det i tredje sæson klargjort, at der er kommunikation med "den virkelige verden."
Øen har også en stærk indflydelse på menneskekroppe. John Lockes lammelse i benene forsvinder og Rose Hendersons sygdom helbredes. Graviditeter sker nemmere, men til gengæld dør gravide kvinder hvis de undfanger på øen. Hvis ellers Benjamin Linus taler sandt, har de med hjælp fra den mystiske Jacob med succes helbredt kræft og det påstås at man ikke kan få kræft på øen. Der vil dog være grund til at betvivle dette eftersom Ben selv får en svulst på rygraden.
Der sættes mange teorier for, hvordan man kommer til og fra øen. Nogle mener man skal finde en rift i rum og tid. En teori der kan synes bakket op af Naomis forklaring på hvordan hun kom til øen og hvad der skete før, men også af, at Jack Shephard ihærdigt prøver at finde øen igen.
Fysikeren Daniel Faraday bemærket at lyset på øen forekommer ham underligt, og under et eksperiment bekræfter han, at øen har forunderlige fysiske egenskaber.

## Tid
Serien benytter sig af flashback og flashforwards, hvor sidstnævnte blev introduceret i "Through the Looking Glass." Mittelos er ey anagram for "Lost time."
I "Flashes Before Your Eyes" genoplever Desmond flere år af sit liv, og fortælles af Ms. Hawking, at skæbnen har en måde, hvorpå den kan og vil rette sine fejl. Således kan de blot kun se til, da en mand med karakteristiske røde sko bliver offer for dræbende kvæstelse. I samme afsnit fortæller Desmonds ven, Donovan, at der ikke findes tidsrejser. Desmond, der fortsætter med at være forvirret over at se glimt af fremtiden, forudser udfaldet af en fodboldkamp, samt et voldeligt overfald på værtshuset, der ender med at slå ham selv ud. Desmond besidder derudover evnen til at kunne se fremtiden i glimt. Ved flere lejligheder er Desmonds forudsigelser korrekte, og skæbnen eller en anden mekanisme tillader ham at kunne ændre på udfaldet, blot for at de udskydes. Ændring af begivenhederne i puslespillet kan medføre ,at "motivet på kassen" ændrer sig.
Fysikeren Daniel Faradays ankomst til øen har kastet lys over øens tidsproblemer. Fragtskibet Kahana, der befinder sig tæt på øen, afsender en lyssøjle, som Daniel først modtager flere timer efter, at han burde, hvorved han opdager tidsforskydelsen mellem "den virkelige verden" og øen. I "The Constant" bekræftes det, at tidsrejser er et element i serien og at Desmond og Daniel tidligere har haft kontakt i 1996 – otte år før Oceanic Flight 815 styrter ned på øen. Desmond oplever forvirring mellem to af sine bevidstheder, den ene befindende sig i 2004 og den anden i 96 og skal finde sin "konstant," der kan bringe balancen tilbage. Denne konstant er Penelope Widmore – hans tidligere kæreste. Daniel har også fundet sin konstant: Desmond. I "The Shape of Things to Come" fortæller Faraday, at tiden på øen er relativ og variabel.

## Monsteret
"Monsteret" var og er centrum for megen omtale. I første sæson overvejende, fordi ingen vidste, hvad monsteret var, og efter afsløringen i "The 23rd Psalm" drejer teorierne sig primært om dens funktion og oprindelse. Monsteret er et mørk, bevægelig røg med egen vilje.
Det var efter, at John Locke stødte sammen med røgen, at han fortalte, at han havde set ind i øens hjerte – og at det, han så, var smukt. I "Left Behind" kommer røgen tæt på Juliet og Kate, og Juliets ansigt oplyses af kraftige, hvide lysblink.

## Tallene
Talfølgen 4, 8, 15, 16, 23 og 42 optræder ofte i serien, enten enkeltvist, sammensat eller som hele talrækken. Danielle har eksempelvis været på øen i godt 16 år, Jack og Ana Lucia sad på hhv. plads 23 og 42 i flyet. Flynummeret i Oceanic Flight 815 er sammensat af 8 og 15. Hele talrækken er blandt andet det Hurley vinder med i lotteriet, såvel som de står på Lugen (The Hatch) og bruges som kode til computeren i den.
Tallene står skrevet på et af de papirer, som Sayid stjæler fra Danielle, og deres optræden er nok til, at Hurley drager ud for at finde hende. Hurley, der føler sig forfulgt af tallenes påståede uheld, får fortalt af Danielle, at det ikke er usandsynligt, at der er noget forbandet over tallene. Før øen iscenesætter Hurleys far en spåkonelæsning af Hurley, for at få ham til at forkaste tallene.
I Lost Experience blev det afsløret, at tallene har en forbindelse til The Valenzetti Equation. En matematisk teori, der fortæller hvornår menneskehedens eksistens ophører.

## The Others
16 år før, de strandede styrtede ned på øen, blev Danielle Rousseaus barn bortført af nogen, som hun senere navngiver De Andre. Igennem de to første sæsoner vides meget lidt om disse mennesker, både om hvem de er, og hvad de foretager sig.
I tredje sæson afsløres det, at de bortfører gravide kvinder for at forske i deres frugtbarhed, og det afsløres, at børnene bortføres for at give dem "et bedre liv the det de strandede har."
Benjamin Linus er den officielle leder af De Andre, men bag kulissen spøger den mystiske Jacob, hvorom der vides meget lidt. Han beskrives som en stor mand og en liste, han har udformet, lader til at være af stor betydning.

## Dharma Initiative
The Dharma Initiative var en forskergruppe, der byggede diverse forskningsenheder på øen, og bosatte sig i "Otherville".
Dharma blev med enkelte undtagelser udryddet under Udrensningen.

## Visioner og hallucinationer
Flere af hovedrollerne oplever syn og hallucinatinor, som regel hvor karakteren får fortalt, hvilken opgave de står overfor.
Den første hallucination opstår i White Rabbit, hvor Jack Shephards døde far, Christian, fører ham til de grotter, som de strandede senere tilflytter. Det viser sig så senere, at Jack Shephard ikke så en hallucination, men i stedet var det øens "monster" der legede med Jacks hoved.
John Locke opsøger ad flere omgange disse syn og mener, at han kan tale med øen. I Further Instructions oplever han et syn, hvori Boone Carlyle fortæller ham, at han skal ordne sit eget rod, før han foretager sig noget andet. I samme afsnit lader det til at Desmond Hume har haft et fremtidssyn hvori han så Locke holde en tale, han først holdt senere på dagen.

## Mirakler
Serien har af flere omgange henvist til den psykologiske magtkamp mellem videnskab (fornuft) og religion (tro). Hvad der opleves som mirakler, sker for op til flere af hovedrollerne. Bl.a.
- Jack Shephards daværende kommende kone var lammet fra underlivet og ned og havde ikke udsigt til nogensinde at blive rask. Hun helbredes.
- At de strandede overhovedet overlever flystyrtet, kan betragtes som mirakel.
- John Locke der før flystyrtet har været lam i benene i fire år, bliver i stand til at gå igen efter at flyet styrter ned på øen.
- Benjamin Linus fortæller, at to dage efter, at han fik en svulst på rygraden, styrter en kirurg med speciale i rygrad og rygmarv ned på øen – og hvis det ikke er bevis på Gud, ved han ikke, hvad det er.

## Graviditet
Kvinder har nemmere ved at blive gravide på øen, fordi mændenes befrugtningspotentiale øges med ca. faktor fem. Det vides dog, at kvinder, der undfanger på øen, dør, men dem, der var gravide, da de kom til øen, overlever.
Juliet Burke blev rekrutteret for at forske i dette frugtbarhedsproblem.

## Sociale sammenbindinger
Både før og efter opholdet på øen har de overlevende på forskellige niveauer og i forskelligt omfang haft forbindelser til hinanden. Eksempelvis kan de have mødt personer, de begge kender. Således har både Sawyer og Kate haft forbindelse til Cassidy Phillips, og også Christian Shephard har været involveret med en række overlevende. Først og fremmest er han far til både Jack og Claire, men han har haft samtaler og ophold med Ana Lucia og Sawyer.

## Udrensningen
Udrensningen eller The Purge er en begivenhed i der adresseres første gang i Bens flashbackafsnit "The Man Behind The Curtain."
Der vides endnu (november 2007) ikke meget om motivationen bag Udrensningen. Det vides at da Ben var ganske ung, stod han ansigt til ansigt med Richard Alpert, der på det givende tidspunkt blev betragtet som en af the hostiles (de fjendtlige). Dette var på en tid hvor Ben og hans far var medlem af DHARMA, og faderens evige beskyldninger og alkoholproblemer drev Ben væk fra Otherville. Med Alperts løfte at Ben kunne tilslutte sig Alperts flok, mod tilstrækkelig tålmodighed, ventede Ben i 20 år.
På et aftalt tidspunkt på en udvalgt dag indledes Udrensningen. Ben dræber sin far med en gasgranat under en far/søn-samtale – i en bil som Hugo "Hurley" Reyes senere finder – og i mellemtiden lader det til at resten af Alperts flok har foretaget samme handling i Otherville.